# Lampona
Lampona és un gènere d'aranyes araneomorfes de la família dels lampònids (Lamponidae). Fou descrit per primera vegada l'any 1869 per Thorell.
Les espècies d'aquest gènere es troben a Austràlia i a Papua Nova Guinea; dues espècies han estat introduïdes a Nova Zelanda.

## Taxonomia
Segons el World Spider Catalog (març de 2016) hi ha les següents espècies:
- Lampona bunya Platnick, 2000 – Queensland
- Lampona carlisle Platnick, 2000 – Queensland
- Lampona chalmers Platnick, 2000 – Queensland
- Lampona chinghee Platnick, 2000 – Queensland, Nova Gal·les del Sud
- Lampona cohuna Platnick, 2000 – Sud d'Austràlia, Victòria
- Lampona cudgen Platnick, 2000 – Queensland, Nova Gal·les del Sud, Victòria
- Lampona cumberland Platnick, 2000 – Victòria
- Lampona cylindrata (L. Koch, 1866) (espècie tipus) – Austràlia, Tasmània, Nova Zelanda
- Lampona danggali Platnick, 2000 – Central, Austràlia Oriental
- Lampona davies Platnick, 2000 – Queensland
- Lampona dwellingup Platnick, 2000 – Austràlia Occidental
- Lampona eba Platnick, 2000 – Sud d'Austràlia
- Lampona ewens Platnick, 2000 – Sud d'Austràlia, Tasmània
- Lampona fife Platnick, 2000 – Nova Gal·les del Sud, Victòria
- Lampona finke Platnick, 2000 – Territori del Nord, Sud d'Austràlia
- Lampona finnigan Platnick, 2000 – Queensland
- Lampona flavipes L. Koch, 1872 – Central, Austràlia Oriental
- Lampona foliifera Simon, 1908 – Austràlia Occidental, Austràlia Central
- Lampona garnet Platnick, 2000 – Queensland
- Lampona gilles Platnick, 2000 – Sud d'Austràlia
- Lampona gosford Platnick, 2000 – Nova Gal·les del Sud, Victòria
- Lampona hickmani Platnick, 2000 – Tasmània
- Lampona hirsti Platnick, 2000 – Sud d'Austràlia
- Lampona kapalga Platnick, 2000 – Territori del Nord, Queensland
- Lampona kirrama Platnick, 2000 – Queensland
- Lampona lamington Platnick, 2000 – Queensland
- Lampona lomond Platnick, 2000 – Sud-est d'Austràlia, Tasmània
- Lampona macilenta L. Koch, 1873 – Sud d'Austràlia
- Lampona mildura Platnick, 2000 – Nova Gal·les del Sud, Victòria
- Lampona molloy Platnick, 2000 – Queensland
- Lampona monteithi Platnick, 2000 – Queensland
- Lampona moorilyanna Platnick, 2000 – Queensland, Sud d'Austràlia
- Lampona murina L. Koch, 1873 – Austràlia Oriental, Nova Zelanda
- Lampona olga Platnick, 2000 – Territori del Nord
- Lampona ooldea Platnick, 2000 – Sud d'Austràlia, Victòria
- Lampona papua Platnick, 2000 – Nova Guinea
- Lampona punctigera Simon, 1908 – Sud d'Austràlia
- Lampona pusilla L. Koch, 1873 – Austràlia Oriental
- Lampona quinqueplagiata Simon, 1908 – Austràlia Occidental
- Lampona ruida L. Koch, 1873 – Austràlia Oriental, Tasmània
- Lampona russell Platnick, 2000 – Queensland
- Lampona spec Platnick, 2000 – Queensland
- Lampona superbus Platnick, 2000 – Queensland
- Lampona talbingo Platnick, 2000 – Sud-est d'Austràlia
- Lampona taroom Platnick, 2000 – Queensland
- Lampona terrors Platnick, 2000 – Queensland
- Lampona torbay Platnick, 2000 – Austràlia Occidental
- Lampona tulley Platnick, 2000 – Queensland
- Lampona walsh Platnick, 2000 – Austràlia Occidental
- Lampona whaleback Platnick, 2000 – Austràlia Occidental
- Lampona yanchep Platnick, 2000 – Austràlia Occidental